# Фактор рождаемости
Факторы рождаемости определяют число детей, которых индивид, вероятно, будет иметь. Факторы рождаемости – в большинстве своём положительные или отрицательные корреляции без определённой причинности.
Факторы, в целом ассоциирующиеся с повышенной рождаемостью, включают: намерение иметь детей, в развитых обществах: очень высокий уровень гендерного равенства, религиозность, межпоколенческую передачу ценностей, брачный союз, войну, материнскую и социальную поддержку, проживание в сельской местности, семейные правительственные программы и развитое сельское хозяйство.
Факторы, в целом ассоциирующиеся с пониженной рождаемостью, включают: растущий доход, изменения ценностей и отношений, образование, женский труд, демографическую политику, возраст, контрацепцию, нежелание партнёра иметь детей, очень низкий уровень гендерного равенства, бесплодие, загрязнение и ожирение.

## Факторы, ассоциирующиеся с повышенной рождаемостью

### Намерение

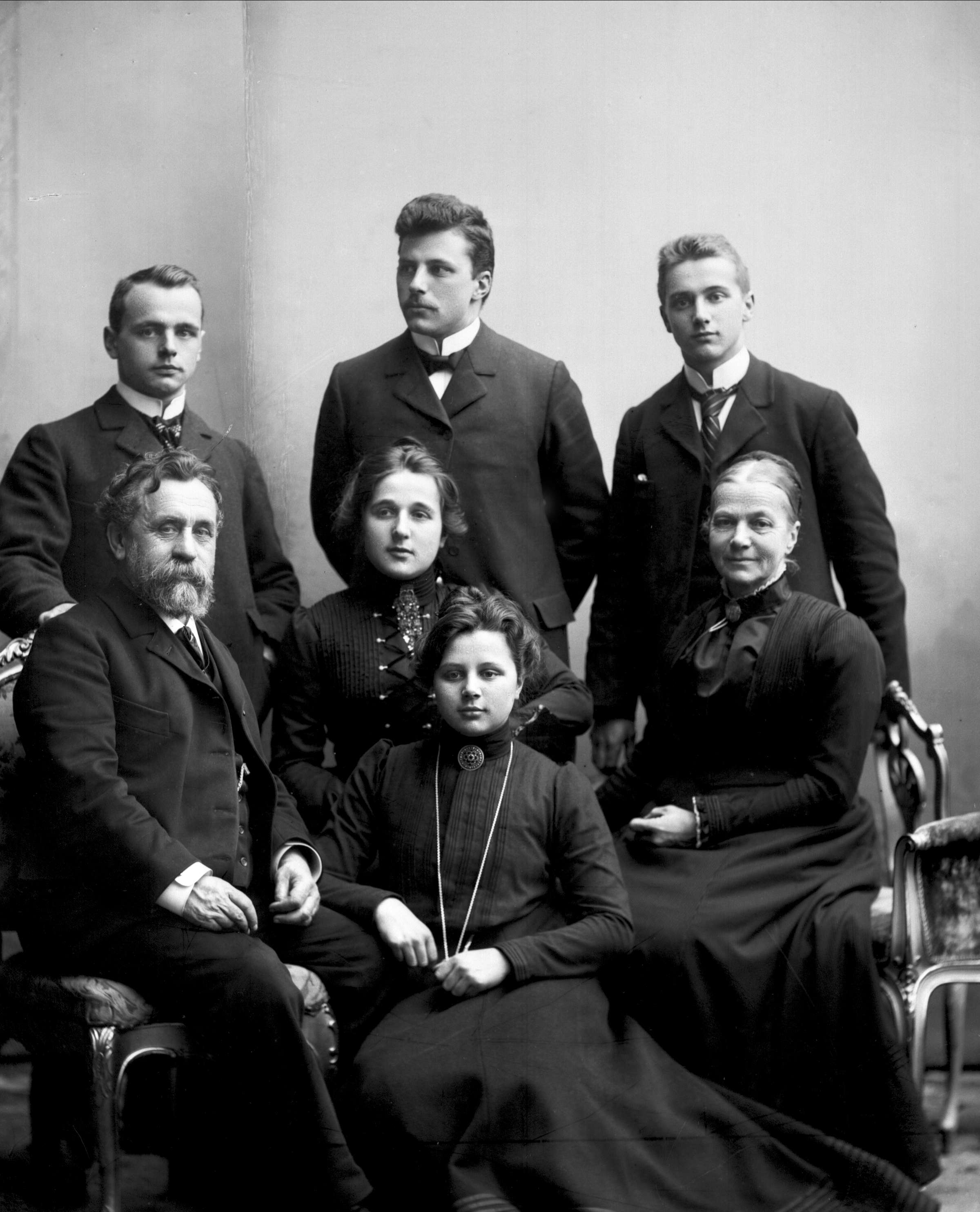
Норвежская семья в 1900 г., родители и пять детей

Предсказательная сила намерений по-прежнему оспаривается. Исследования, утверждающие, что намерения являются хорошим предсказательным фактором результатов, имеют тенденцию брать идеи из теории запланированного поведения (ТЗП). Согласно ТЗП, намерения происходят из трёх факторов: отношение к детям, включая сопоставление издержек воспитания их против получаемых преимуществ; субъективные нормы, например, влияние других людей; наблюдаемый контроль индивида над своим поведением.
Намерения иметь детей имеют тенденцию сжиматься до количественных намерений, или как много детей родить, и временных намерений, т.е. когда их завести. Из них количественные намерения являются плохим предсказательным фактором, поскольку имеют тенденцию меняться в результате взлётов и падений типичной жизни. Временные намерения несколько лучше как предсказательный фактор, но всё равно слабый способ предсказательный реальный результат.
Намерение иметь детей, в целом, увеличивает вероятность иметь детей. Эта взаимосвязь хорошо доказана в развитых сообществах, где контрацепция является выбором по умолчанию.
Сравнительное исследование по книге регистрации актов о рождении в Норвегии обнаружило, что родители с большей вероятностью реализовывали свои намерения иметь детей, чем бездетные респонденты. Было также выдвинуто предположение, что бездетные индивиды могут недооценивать усилия, требуемые, чтобы иметь детей. С другой стороны, родители могут лучше понимать свою способность управиться с ещё одним ребёнком. Индивиды, намеренные немедленно обзавестись ребёнком, с большей вероятностью достигают этого в течение двух лет, тогда как, по контрасту, уровень рождаемости был выше среди тех, кто намеревался завести детей в дальней перспективе (после четырёх лет). Стабильность намерений иметь детей ещё более увеличивает шансы их реализовать. Такая стабильность увеличивается при убеждённости, что ребёнок улучшит степень удовлетворённости жизнью и отношения с партнёром.
Шансы реализовать намерения иметь детей ниже в постсоветском пространстве, чем в государствах Западной Европы.
Есть несколько факторов, в свою очередь определяющих намерение иметь детей, включая:
- Материнское предпочтение размера семьи, влияющее на соответствующее предпочтение у детей в их раннем взрослом возрасте.[19] Аналогично, расширенная семья влияет на намерения иметь детей; увеличенное число племянников и племянниц увеличивает предпочитаемое число детей.[1]
- Социальное давление родственников и друзей завести ещё одного ребёнка.[1]
- Социальная поддержка. Исследование из ФРГ показало, что мужчины, как не получающие поддержку, так и получающие поддержку от многих различных людей, имеют ниже вероятность намереваться завести ещё одного ребёнка, чем те, кто получает средний уровень поддержки. Негативный эффект от поддержки от большого числа разных людей, возможно, связан с проблемами координации.[1]
- Счастье: счастливые люди имеют тенденцию хотеть больше детей.[1]
- Надёжная обеспеченность жильём.[20]
- Религиозность.[21]

### Очень высокий уровень гендерного равенства
В развитых обществах, в которых контрацепция является выбором по умолчанию, более равное распределение домашних работ имеет тенденцию улучшать шансы на второго ребёнка. Равным образом, равенство в трудоустройстве имеет тенденцию вести к более равному распределению домашнего труда, и таким образом, улучшает шансы на второго ребёнка.

### Фертильныепредпочтения
Теория предпочтений предполагает, что женское отношение к вопросу иметь ли детей формируется в раннем возрасте. Более того, это отношение имеет тенденцию сохраняться в течение жизни и сжимается до трёх основных типов: ориентация на карьеру, ориентация на семью, комбинация работы и семьи. Исследование показывает, что женщины, ориентированные на семью, имеют больше всех детей, а женщины, ориентированные на карьеру, – меньше всех, или вообще не имеют детей, хотя причинность остаётся неясной.
Предпочтения могут применяться также к полу рождённых детей и, таким образом, влиять на решение иметь больше детей. Например, если предпочтение пары состоит в том, чтобы иметь хотя бы одного мальчика и одну девочку, а первые двое детей – мальчики, есть значительно высокая вероятность того, что пара решит завести ещё одного ребёнка.

### Религиозность
Исследование, проведённое в 2002 г. в США, обнаружило, что женщины, назвавшие религию «очень важной» в своей повседневной жизни, имели более высокую рождаемость, чем те, кто назвали её «несколько важной» или «неважной».
Для многих религий религиозность напрямую ассоциируется с повышение намерения иметь детей. Это выглядит основным способом, которым религия увеличивает рождаемость. Например, в 1963 г. католические пары, в целом, имели намерение иметь больше детей, чем иудейские пары, которые, в свою очередь, имели тенденцию иметь больше детей, чем протестантские пары. Среди католиков повышенная религиозность ассоциируется с намерением иметь больше детей, тогда как, напротив, повышенная религиозность среди протестантов ассоциируется с намерением иметь меньше детей.
Также было высказано предположение, что религии, в целом, поощряют образ жизни с факторами рождаемости, которые, в свою очередь, повышают рождаемость. Например, религиозные взгляды на контрацепцию во многих религиях являются более ограничивающими, чем светские взгляды, и подобные религиозные ограничения были ассоциированы с повышенной рождаемостью.
Религия иногда модифицирует воздействие на рождаемость образования и дохода. Католическое образование на уровне университета и старших классов средней школы ассоциируется с повышенной рождаемостью, даже с учётом искажающего эффекта, что повышенная религиозность ведёт к повышенной вероятности посещать учебное заведение, связанное с религией. Более высокий доход также ассоциируется с немного повышенной рождаемостью среди католических пар, но при этом ассоциируется с немного пониженной рождаемостью среди протестантских пар.
Религиозность родителей положительно ассоциируется с рождаемостью у их детей. Таким образом, более религиозные родители имеют тенденцию повышать рождаемость.
Исследование 2020 г. обнаружило, что отношения между религиозностью и рождаемостью стимулировались более низкой совокупной рождаемостью светских индивидов. В то время как религиозность не предотвращала низкие уровни рождаемости (т.к. некоторые высоко-религиозные страны имели низкие показатели рождаемости), светскость предотвращала высокую рождаемость (поскольку ни одна из крайне светских стран не имела высоких показателей рождаемости). Общественный уровень секуляризма также лучше предсказывал рождаемость у религиозных индивидов, чем светских, во многом из-за влияния культурных ценностей на репродуктивную, гендерную и персональную автономию.

### Межпоколенческая передача ценностей
Передача ценностей от родителей к потомкам (воспитание) стала центральной областью исследований рождаемости. Предположение состоит в том, что родители передают семейные ценности, предпочтения, отношения и религиозность своим детям, а это всё имеет долгосрочное влияние, аналогичное генетике. Исследователи пытались найти причинную связь между, например, числом родных братьев и сестёр у родителей и числом детей, рождённых детьми этих родителей (количественный эффект), или между возрастом первого рождения в поколении родителей и возрастом первого рождения у их детей (временной эффект).
Большинство исследований о временных факторах фокусируются на матерях-подростках и показывают, что иметь юную мать повышает вероятность иметь ребёнка в юном возрасте.
В странах с высоким уровнем доходов число детей у человека сильно коррелирует с числом детей, которое однажды будет иметь каждый из этих детей.
Датские данные о не-идентичных близнецах, растущих в одном и том же окружении, в сравнении с идентичными близнецами, показали, что генетическое влияние само по себе во многом имеет приоритет над влиянием общего окружения. Порядок рождения, по-видимому, не влияет на фертильность.
Другие исследования, тем не менее, показали, что этот эффект может быть сбалансирован собственным отношением ребёнка, сформированным на основе персонального опыта, религиозности, образования и т.д. Так, хотя материнские предпочтения размера семьи могут влиять на эти предпочтения у детей в раннем взрослом возрасте, затем собственные предпочтения ребёнка берут верх и влияют на решения по рождаемости.

### Брак и сожительство
Влияние сожительства на рождаемость различается по странам.
В США сожительство, в целом, ассоциируется с пониженной рождаемостью.  Тем не менее, другое исследование обнаружило, что сожительствующие пары во Франции имеют одинаковую рождаемость с женатыми парами. У россиян также наблюдалась повышенная рождаемость при сожительстве.
Данные обзора 2003 г. в Румынии показали, что брак уравнял суммарный коэффициент рождаемости среди как высоко-образованных, так и людей с ограниченным уровнем образования, до примерно 1,4. С другой стороны, среди сожительствующих более низкий уровень образования повысил показатель рождаемости до 1,7, а более высокий уровень образования понизил его до 0,7. Другое исследование показало, что румынские женщины с низким уровнем образования имеют примерно одинаковую рождаемость как в браке, так и в сожительстве.
Исследования в США и большом числе стран Европы показали, что женщины, продолжающие сожительствовать после рождения ребёнка, имеют значительно более низкую вероятность иметь второго ребёнка, чем замужние женщины, во всех странах, кроме Восточной Европы.

### Материнская поддержка
Данные исследования Generations and Gender Survey показали, что женщины, у которых живы матери, раньше рожали первого ребёнка, тогда как смерть матери при раннем возрасте дочери коррелировала с повышенной вероятностью бездетности. С другой стороны, выживание отцов не имело влияния в обоих случаях. Проживание с родителями задерживало рождение первого ребёнка и вело к пониженной общей рождаемости и повышенной вероятности бездетности. Этот эффект ещё сильней для бедных женщин.

### Социальная поддержка
Социальная поддержка со стороны расширенной семьи и друзей может помочь паре решить завести первого или последующих детей.
Исследования, преимущественно в бывшими ранее коммунистическими странах Восточной Европы, связали повышенную рождаемость с повышенным социальным капиталом в форме личных отношений, товаров, информации, денег, работоспособности, влияния, власти и персональной помощи от других.
Исследования в США показали, что расширенная семья, желающая оказать поддержку, становится «сетью безопасности». Это особенно важно для матерей-одиночек и ситуаций с нестабильным партнёрством.

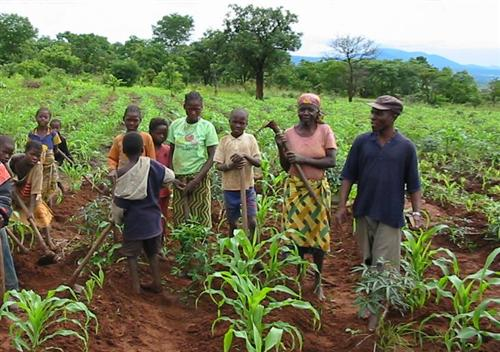
Семья в сельской Африке

### Проживание в сельской местности
Суммарный коэффициент рождаемости выше среди женщин в сельской местности, чем среди женщин на городской территории, как наблюдается в наименее развитых странах, странах среднего дохода и странах с высоким уровнем доходов. Полевые исследователи обнаружили, что показатели рождаемости высокие и остаются относительно стабильными в сельских популяциях. Небольшое число фактов свидетельствует, что высоко-фертильные родители выглядят экономически неимущими, ещё более усиливая тот факт, что суммарные коэффициенты рождаемости имеют тенденцию быть выше среди женщин в сельской местности. С другой стороны, исследования позволили предположить, что более высокая плотность населения ассоциируется с пониженным коэффициентом рождаемости. Исследования показали, что коэффициенты рождаемости различаются между регионами, отражая альтернативные издержки воспитания детей. В регионе с высокой плотностью населения женщины ограничивают себя от того, чтобы иметь много детей, из-за стоимости проживания, таким образом, снижая коэффициент рождаемости. На городской территории жители пригородов систематически имеют более высокую рождаемость. Некоторые исследования показали, что плотность населения может объяснить до 31% колебаний коэффициента рождаемости, хотя влияние плотности населения на рождаемость может быть ослаблено другими факторами, такими как состояние окружающей среды, религиозность и социальные нормы.

### Семейные правительственные программы
Многие исследования пытались определить причинную связь между правительственной политикой и рождаемостью. Тем не менее, как указано в данной статье, есть много факторов, которые могут потенциально влиять на решение иметь детей, сколько детей, когда их иметь, и сложно отделить эти факторы от конкретной правительственной политики. Ещё сложнее это становится из-за временного лага между началом проведения политики и её результатами.
Цель таких программ – снизить альтернативные издержки воспитания детей, либо путём увеличения семейного дохода, либо путём снижения издержек на детей.   Одно из исследований обнаружило положительный эффект на число детей в течение жизни от семейных правительственных программ, облегчающих совмещение семьи и работы. Здесь снова идея в том, чтобы снизить альтернативные издержки на детей. Эти положительные результаты были обнаружены в Германии, Швеции, Канаде и США.
Тем не менее, другие эмпирические исследования показали, что эти программы являются дорогими, а их результат имеет тенденцию быть маленьким, поэтому на данный момент нет широкого консенсуса об их эффективности в поднятии рождаемости.

### Другие факторы, ассоциирующиеся с повышенной рождаемостью
- Социальное давление: женщины имеют повышенную вероятность иметь следующего ребёнка, если есть социальное давление от родителей, родственников и друзей завести ребёнка.[1] Например, рождаемость повышается в течение одного-двух лет после того, как сестра, брат или коллега родили ребёнка.[1]
- Патриархат: семьи с доминированием мужчин, в целом, имеют больше детей.[21]
- Нуклеарные семьи имеют более высокую рождаемость, чем совместно проживающие, согласно исследованиям в западном мире.[1]
- Запрет абортов временно увеличил темпы рождаемости в коммунистической Румынии на несколько лет, но затем они снизились из-за повышенного числа нелегальных абортов.[8]
- Иммиграция иногда повышает темпы рождаемости в стране, из-за рождений в группах иммигрантов.[35]  Тем не менее, в следующем поколении рождаемость у мигрантов часто сходится к значениям в их новой стране.[1]
- Вспомогательная репродуктивная технология (ВРТ).  Одно исследование из Дании демонстрирует повышение рождаемости в результате ВРТ в когорте 1975 года рождения на 5%.[1]  Кроме того, ВРТ, по-видимому, раздвигает биологические пределы успешного вынашивания детей.[1] ·
- Гомофилия: повышенная рождаемость наблюдается у людей с тенденцией искать знакомства среди людей с общими характеристиками.[4]

## Факторы, ассоциирующиеся с пониженной фертильностью
Рождаемость снижается в развитых обществах, поскольку пары имеют меньше детей или не имеют их вообще, или откладывают деторождение за пределы наиболее фертильного женского возраста. Факторы, формирующие этот тренд, сложны и, вероятно, различаются от страны к стране.

### Растущий доход

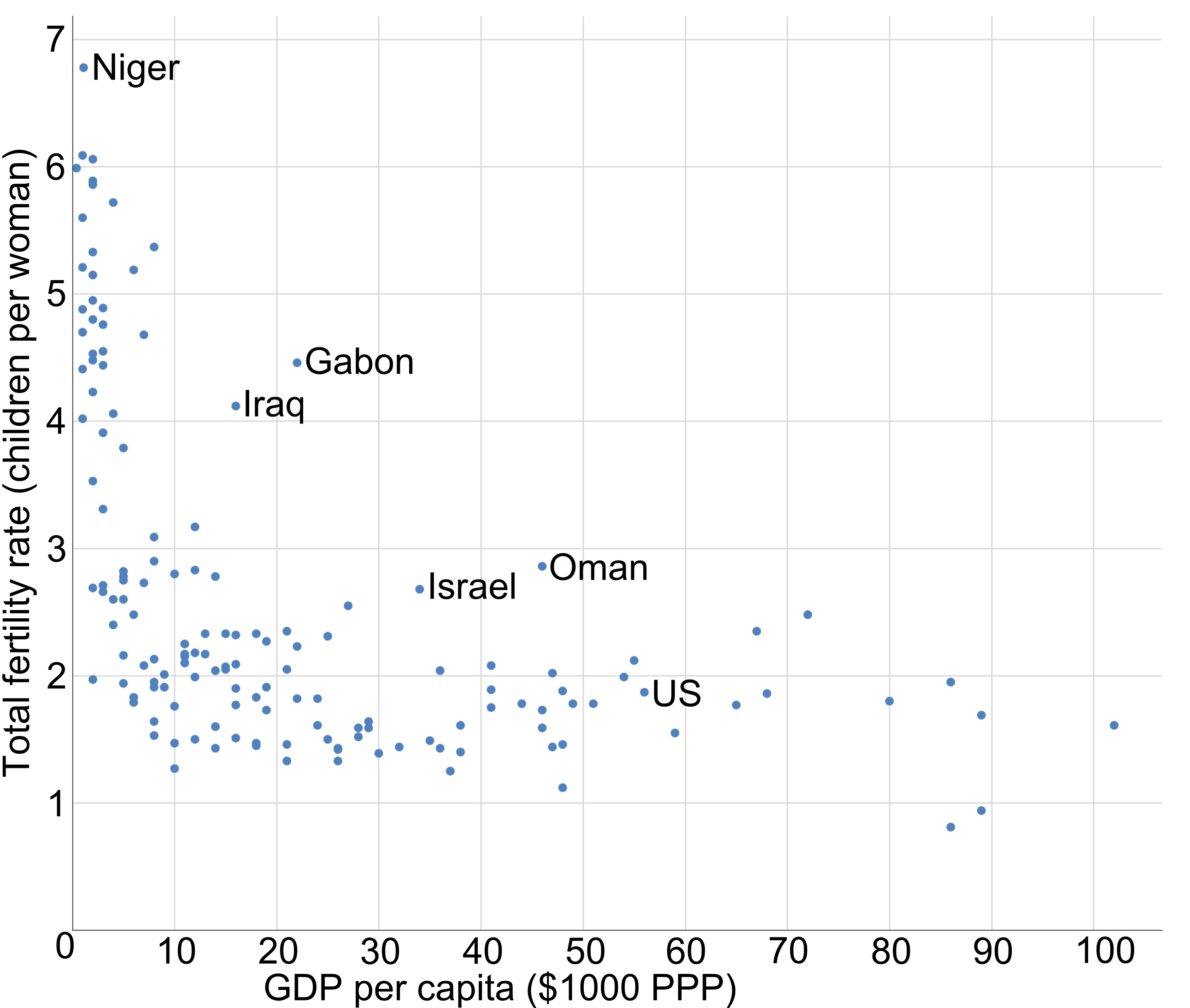
График суммарного коэффициента рождаемости против ВВП (ППС) на душу населения в соответствующей стране, 2015 г.

Повышенный доход и индекс человеческого развития, в целом, ассоциируются с пониженными темпами рождаемости. Экономические теории о снижающейся рождаемости постулируют, что люди, зарабатывающие больше, имеют более высокие альтернативные издержки, если они сфокусируются на рождение и воспитании детей вместо продолжения карьеры, что женщины, которые могут экономически себя обеспечить, имеют меньше мотивов, чтобы выходить замуж, и что родители с большим уровнем доходов больше ценят качество, чем количество, и тратят больше ресурсов на меньшее число детей.
С другой стороны, есть некоторые свидетельства, что при экономическом росте темпы рождаемости сперва падают, но затем снова начинают расти при увеличении уровня социального и экономического развития, но всё же оставаясь ниже коэффициента воспроизводства.

### Изменения ценностей и отношений
В то время как некоторые исследователи цитируют экономические факторы как главную причину снижения рождаемости, социо-культурные теории фокусируются на изменениях в ценностях и отношении к детям как главной причине. Например, второй демографический переход отражает изменения в личных целях, религиозных предпочтениях, отношениях и, возможно, наиболее важно, в формировании семей. Также, теория предпочтений пытается объяснить, как изменился женский выбор относительно соотношения работы и семьи и как распространение возможностей и свободы выбора возможностей, кажущихся лучшими для них, стали ключевыми для недавнего снижения суммарного коэффициента рождаемости.
Сравнительное исследование в Европе обнаружило, что женщины, ориентированные на семью, имели больше всего детей, а женщины, ориентированные на работу, имели меньше детей или не имели их вообще, и что, среди прочих факторов, предпочтения играют важную роль в решении остаться бездетной.
Другой пример этого можно обнаружить в Европе и постсоветском пространстве, где ценности повышенной автономии и независимости ассоциируются с пониженной рождаемостью.

### Образование
Результаты исследований, которые пытаются обнаружить причинно-следственную связь между образованием и рождаемостью, смешанные. Одна теория утверждает, что более высоко-образованные женщины с большей вероятностью становятся карьеристками. Кроме того, для более высоко-образованных женщин выше альтернативные издержки от рождения детей. То и другое ведёт к тому, что высоко-образованные женщины откладывают брак и рождение детей. Тем не менее, другие исследования предполагают, что, хотя высоко-образованные женщины могут откладывать брак и рождение детей, в позднем возрасте они нагоняют упущенное и воздействие уровня образования становится пренебрежительно малым.
В США большое исследование обнаружило, что женщины с бакалаврской степенью или выше имели в среднем 1,1 детей, тогда как те, у кого не было диплома вуза или его эквивалента, имели в среднем 2,5 детей.  Для мужчин с теми же уровнями образования число детей было 1,0 и 1,7, соответственно.
Образование приводит к более позднему деторождению. Аналогичным образом, исследование в Норвегии обнаружило, что лучше образованные мужчины имеют пониженную вероятность остаться бездетными, хотя в целом они становятся отцами в более позднем возрасте.
Католическое образование на уровне университета и, в меньшей степени, на уровне старших классов средней школы, ассоциируется с более высокой рождаемостью, даже с учётом вмешивающегося фактора, что более высокая религиозность среди католиков ведёт к более высокой вероятности посещения школы, связанной с религией.
Уровень развития страны часто определяет уровень женского образования, требуемого для влияния на рождаемость. В странах с низким уровнем развития и гендерного равенства вероятно обнаружить, что более высокий уровень женского образования, выше школьного требуется для воздействия на рождаемость. Исследования предполагают, что во многих африканских странах к югу от Сахары рождаемость снижается в связи с женским образованием. Рождаемость в неразвитых странах может быть ещё существенно понижена в отсутствии каких-либо улучшений в общем уровне образования. Например, в период 1997-2002 гг. (5 лет), рождаемость в государстве Бангладеш упала почти на 40 процентов, несмотря на то, что уровень грамотности (особенно среди женщин) существенно не увеличился. Это снижение приписали государственной политике семейного планирования, которую можно назвать формой неформального образования.

### Демографическая политика
Китай и Индия имеют старейшие и наиболее масштабные программы демографической политики в мире. В Китае политика Одна семья — один ребёнок была введена между 1978 г. и 1980 г., и начала формально замещаться в 2015 г. политикой двух детей на семью. Суммарный коэффициент рождаемости в Китае упал с 2,8 рождений на женщину в 1979 г. до 1,5 в 2010 г. Тем не менее, эффективность политики одного ребёнка на семью остаётся неясной, поскольку и до её введения уже было резкое снижение с более чем пяти рождений на женщину в ранних 1970-х гг. Было высказано предположение, что снижение показателя рождаемости продолжилось бы и без строгой антинаталистской политики. В 2015 г. Китай завершил политику одного ребёнка на семью, разрешив парам иметь двух детей. Это стало результатом высокого коэффициента демографической нагрузки из-за старения населения и рабочей силы.
Большие усилия были вложены в семейное планирование в Индии. Коэффициент рождаемости упал с 5,7 в 1966 г. до 2,4 в 2016 г. Тем не менее, программа семейного планирования Индии рассматривается как лишь частично успешная в управлении коэффициентом рождаемости.

### Женский труд
Повышенное участие женщин в труде ассоциируется с пониженной фертильностью. Панельное исследование во многих странах обнаружило, что этот эффект сильнее всего среди женщин в возрасте 20-39 лет, и меньше, но сохраняется среди женщин более старшего возраста. Международные данные ООН предполагают, что женщины, работающие из-за экономической необходимости, имеют более высокую рождаемость, чем те, кто работают, потому что хотят.
Тем не менее, в странах ОЭСР повышенное участие женщин в труде ассоциировалось с повышенной рождаемостью.
Причинно-следственный анализ показывает, что уровень рождаемости влияет на женское участие в труде, а не наоборот.
Женщины, работающие в профессиях, связанных с заботой о людях, например, в образовании и здравоохранении, в целом, имеют детей в более раннем возрасте. Выдвинута теория, что женщины часто сами для себя выбирают работу с предпочтительным балансом между работой и личной жизнью, чтобы достигать одновременно цели материнства и карьеры.

### Возраст

Накопленный процент и средний возраст для женщин, достигших пониженной фертильности, бесплодия, нерегулярных менструаций и менопаузы.

Что касается влияния возраста на женскую фертильность, фертильность начинается в при начале менструаций, типичным образом в возрасте около  12-13 лет. Большинство женщин становятся субфертильными в возрасте ранних 30+ лет, а в возрасте ранних 40+ лет большинство женщин становятся бесплодными.
Что касается влияния возраста на мужскую фертильность, у мужчин снижается число зачатий, повышается время, чтобы зачать, и повышается процент бесплодия с возрастом, хотя корреляция не такая значительная, как у женщин. Если контролировать возраст женщины-партнёра, сравнение между мужчинами младше 30 лет и старше 50 лет показывает снижение коэффициента зачатий между 23% и 38%.
Индийское исследование обнаружило, что пары, где женщина на год младше мужчины, имеют общее число детей 3,1, в сравнении с 3,5, где женщина на 7-9 лет младше мужчины.

### Контрацепция
«Контрацептическая революция» сыграла важнейшую роль в снижении числа детей (количественный эффект) и откладывании рождения детей (временной эффект).
Периоды сниженного употребления противозачаточных средств из-за страха побочных эффектов были связаны с повышенной рождаемостью в Великобритании. Введение законов, увеличивающих доступ к контрацепции, ассоциировалась с пониженной рождаемостью в США. Тем не менее, краткосрочное снижение рождаемости может отражать временной эффект более позднего деторождения, когда индивиды, употребляющие контрацептивы, в дальнейшем всё же заводят детей. Исследование долгосрочной рождаемости в Европе не обнаружило прямого воздействия доступности контрацептивов на уровень рождаемости.

### Партнёр и партнёрство
Решение родить ребёнка в развитых обществах, в целом, требует согласия обоих партнёров. Несогласие между партнёрами может привести к тому, что желание детей одним из партнёров не реализуется.
В последние несколько десятилетий также были изменения в динамике партнёрств. Это привело к тенденциям более поздних браков и росту числа сожительств вне брака. Обе эти тенденции связаны с откладыванием родительства (временной эффект) и, как следствие, с пониженной рождаемостью.

### Очень низкий уровень гендерного равенства
Эффект различается в разных странах.
Исследование, сравнивающее гендерное равенство в Нидерландах и Италии, обнаружило, что неравное распределение работы по дому может существенно снижать интерес женщины иметь детей.
Другое исследование качества жизни женщин в Канаде обнаружило, что женщины, чувствовавшие себя перегруженными дома, имели тенденцию иметь меньше детей.
Другое исследование обнаружило взаимосвязь в форме U между гендерным равенством в паре и рождаемостью с более высокой вероятностью иметь второго ребёнка в семьях либо с очень низким, или очень высоким гендерным равенством.

### Бесплодие
20-30% случаев бесплодия вызваны мужским бесплодием, 20–35% – женским бесплодием и 25-40% – совмещёнными проблемами. В 10–20% случаев причина не обнаружена.
Наиболее частая причина женского бесплодия – это проблемы с овуляцией, которые обычно проявляются в редких или отсутствующих менструальных периодах. Мужское бесплодие чаще всего вызывается проблемами со спермой: в качестве меры мужской плодовитости используется качество спермы.

### Другие факторы, ассоциирующиеся с пониженной рождаемостью
- Интенсивные отношения. Датское исследование обнаружило, что пары имеют тенденцию иметь меньше детей, если они имеют очень высокие уровни отрицательного либо положительного взаимодействия.[61]
- Нестабильные отношения, согласно обзору в Европе.[8]
- Повышенные налоги.[1]
- Безработица. Исследование в США показало, что женская безработица краткосрочно и долгосрочно снижает рождаемость.[62]
- Щедрость государственной пенсии. Выдвинута теория, что системы социального страхования снижают мотивацию иметь детей для безопасности в позднем возрасте.[1]

## Факторы без влияния или с неясным влиянием

### Отложенное деторождение
Уже некоторое время продолжается тренд формирования партнёрств и браков в более позднем возрасте. Например, в США в период с 1970 г. по 2006 г. средний возраст матерей при первых родах увеличился на 3,6 лет, с 21,4 лет до 25,0 лет.
Также откладывание деторождения стало распространённым во всех европейских странах, включая страны бывшего Советского Союза.
Тем не менее, само по себе отложенное деторождение недостаточно для снижения темпов рождаемости: во Франции, несмотря на высокий средний возраст первого рождения, коэффициент рождаемости остаётся близким к значению воспроизводства 2,1.  Суммарные эффекты отложенного деторождения имеют тенденцию быть относительно слабыми, поскольку большинство женщин всё равно рожают первого ребёнка задолго до наступления возраста бесплодия.

### Интеллект
Взаимосвязь между рождаемостью и интеллектом исследовалась во многих демографических исследованиях; нет решающего свидетельства положительной или отрицательной корреляции между человеческим интеллектом и коэффициентом рождаемости.

### Другие факторы без влияния или с неясным влиянием
Следующие факторы были описаны, по крайней мере в первичной исследовательской литературе, как не имеющие эффекта или имеющие неопределённый эффект.
- Особенности характера. Одно исследование не нашло следственных ассоциаций между особенностями характера и рождаемостью, проверялись следующие черты: тревожность, потребность заботиться, отсроченное вознаграждение, самосознание, компульсия, устойчивость к неопределённости, склонность к сотрудничеству и потребность в достижениях.[21]
- Правительственная поддержка вспомогательных репродуктивных технологий: политика выдачи денег семьям во время беременности и поддержка детей имеют лишь ограниченное воздействие на суммарный коэффициент рождаемости, согласно тому же обзору.[8]
- Качество и стабильность отношений – имеет сложную взаимосвязь с рождаемостью, при которой пары с отношениями среднего качества выглядят имеющими наибольшую вероятность иметь ещё одного ребёнка.[1]
- Правительственные декретные льготы и пособия не имеют значительного влияния на рождаемость, согласно одному первичному источнику.[66]
- Дети от предыдущих союзов. Исследование в Великобритании обнаружило, что партнёры с детьми от предыдущих союзов имеют более высокую вероятностью завести общих детей.[1] Исследование во Франции выявило противоположную тенденцию, коэффициенты деторождения самые низкие после смены партнёра, если оба партнёра уже родители.[67] Французское исследование также выявило, что в парах, где только один партнёр был уже родителем, уровни рождаемости были примерно такими же, как у бездетных пар.[67]
- Разница супругов в росте.[68]
- Материнское здоровье – также имеет важнейшее значение для состояния здоровья нерождённого ребёнка; смерть матери при родах означает почти наверняка смерть для её новорожденного ребёнка.[69]
- Интервалы между рождениями – относится к времени и частоте родов. Так или иначе оказывает влияние на деторождение матерью.[69]
- Фамилизм (familism) – социальная система, в которой поведение определяется семейными традициями. Влияние на рождаемость неизвестно для систем с фамилизмом на уровне стран, где большинство экономических обязанностей и обязанностей по уходу лежат на семье (например, как в южной Европе), в противоположность дефамилистическим системам, где благополучие и ответственность по уходу во многом поддерживается государством (например, как в скандинавских странах).[1]

## Расовые и этнические факторы
В США латиноамериканцы и афроамериканцы имеют более раннюю и более высокую рождаемость, чем другие расовые и этнические группы. В 2009 г. уровень рождаемости среди подростков испанского происхождения в возрасте 15-19 лет составил около 80 рождений на 1000 женщин. Уровень рождаемости среди афроамериканских подростков в 2009 г. составил 60 рождений на 1000 женщин, а среди белокожих подростков это значение было около 20. Согласно переписи США, Государственной службе здравоохранения (State Health Serve) и CDC, на людей испанского происхождения приходилось 23% рождений в 2014 г. из каждого 1000000 рождений в США.

## Мультифакторный анализ
Регрессионный анализ на популяции в Индии привёл к следующему уравнению для суммарного коэффициента рождаемости, где параметры, взятые с плюсом, ассоциировались с повышенной рождаемостью, а параметры, взятые с минусом, ассоциировались с пониженной рождаемостью:
Суммарный коэффициент рождаемости = 0.02 (индекс человеческого развития*) + 0.07 (коэффициент младенческой смертности*) − 0.34 (использование контрацептивов) + 0.03 (возраст мужчины при бракосочетании*) − 0.21 (возраст женщины при бракосочетании) − 0.16 (интервал между рождениями) − 0.26 (использование улучшенного качества воды) + 0.03 (уровень грамотности мужчины*) − 0.01 (уровень грамотности женщины*) − 0.30 (уход за матерью)
* = Параметр не достиг статистической значимости сам по себе.